# فرودگاه ریزه–آرتوین
فرودگاه ریزه–آرتوین (به ترکی استانبولی: Rize–Artvin Airport) یک فرودگاه در ترکیه است که در پازار واقع شده‌است. این فرودگاه میان شهرهای ریزه و آرتوین مشترک است.